# ۴۸۸ (میلادی)
۴۸۸ (میلادی) چهارصد و هشتاد و هشتمین سال تقویم میلادی است.

## رویدادها

### بر حسب مکان

#### پارس
- قباد اول توسط اشراف تاج‌گذاری می‌کند، و موفق می‌شود بر عموی نابینای خود بلاش غلبه کند.

#### آسیا
امپراتور نینکین جانشینی امپراتور سی‌نی را تصویب می‌کند، بر برادرش امپراتور کینزو غلبه می‌کند و امپراتور ژاپن می‌شود.

## درگذشتگان
- بلاش یکم؛ شاه ساسانی
- هنگیست؛ پادشاه کنت